# Молча
Молча (слч. Môlča) насељено је мјесто са административним статусом сеоске општине (слч. obec) у округу Банска Бистрица, у Банскобистричком крају, Словачка Република.

## Становништво
| Година:    | 1994. | 2004.    | 2014.   | 2024.    |
| ---------- | ----- | -------- | ------- | -------- |
| Број људи: | 299   | 358      | 354     | 435      |
| Разлика:   |       | +19,73 % | -1,11 % | +22,88 % |

| Година:    | 2023. | 2024.   |
| ---------- | ----- | ------- |
| Број људи: | 440   | 435     |
| Разлика:   |       | -1,13 % |

Према подацима о броју становника из 2011. године насеље је имало 357 становника.